# Rincón de Goya
El Rincón de Goya es un conjunto arquitectónico de la ciudad de Zaragoza (España) diseñado por Fernando García Mercadal entre 1926 y 1927 y levantado entre 1927 y 1928, para conmemorar el primer centenario de la muerte del pintor Francisco de Goya. Es un edificio emblemático del patrimonio arquitectónico español, puesto que fue el primer ejemplo de arquitectura racionalista que se diseñó en España,e inicialmente estaba destinado a servir de museo del pintor. El 29 de enero de 2003 el monumento fue declarado Bien de Interés Cultural.
Su autor, García Mercadal, representó el enlace de la cultura arquitectónica racionalista española con la europea y fue el introductor en España de este movimiento. Aportó un nuevo concepto de monumento conmemorativo donde se le da más importancia a la experiencia en el interior del lugar, que a su contemplación desde el exterior. 
El proyecto inicial contenía el edificio de la biblioteca y sala de exposiciones de la obra de Goya, y un conjunto de jardines con pérgolas colocadas en armonía. 
Con el paso del tiempo fue sufriendo modificaciones y pasando por diferentes manos. Sirvió como centro cultural y de exposiciones hasta la Guerra Civil, cuando se cedió en 1945 a la Sección Femenina del Movimiento, que transformó completamente su aspecto. Después fue el Colegio Público San Benito y en 1983 se le devolvió su aspecto original. Desde los 90 funciona como centro de educación especial.

Representación gráfica del pabellón del Rincón de Goya (1926-1928), de Fernando García Mercadal, el primer edificio racionalista de España

Es un inmueble de corte vanguardista. El edificio fue construido dentro de un anfiteatro natural bordeado por el río Huerva y limitado por una doble fila de árboles en el Parque José Antonio Labordeta. Este edificio, de carácter sobrio, de factura austera y sin pompa y ornato, se abría a un jardín con alineaciones vegetales, parterres y un estanque, formando un conjunto arquitectónico y paisajístico unitario en el que ambos, espacio ajardinado y edificación, guardaban estrecha relación y semejanza formal y distributiva en su composición.
El edificio está levantado con estructura de hormigón y muros de ladrillo revocados y cubierta plana. Consta de tres cuerpos de alturas y espacios desiguales, reflejando su disposición interna, y traducido en su fachada principal por la composición de sus planos, en la que destaca un cuerpo bajo y corrido que unifica todos los volúmenes gracias a un pórtico adintelado adosado a la pared y que rompe su ritmo únicamente para marcar el punto de acceso. Posteriormente, sobre el proyecto original se introdujeron reformas, como la construcción de un auditorio anexo al aire libre donde se han celebrado espectáculos en los meses de verano, que más tarde se derruyó.
En la actualidad aloja al Colegio de Educación Especial Rincón de Goya. Centro que ofrece a sus alumnos un espacio educativo más adaptado a sus necesidades particulares y que fomenta la convivencia y el enriquecimiento en base a estas ideas.  